# 3992 Wagner
3992 Wagner este un asteroid din centura principală, descoperit pe 29 septembrie 1987 de Freimut Börngen.